# Webster Tarpley
Webster Griffin Tarpley (Pittsfield, Massachusetts, 1946) es un historiador, economista, escritor, periodista, conferenciante y crítico de las políticas internas y foráneas de los Estados Unidos. Tarpley sostiene que los Atentados del 11 de septiembre del 2001 fueron organizados por una red que incluye al Complejo Militar industrial de los Estados Unidos  y Agencias de Inteligencia occidentales como la CIA, el MI5 y el Mossad.  En sus escritos y conferencias describe  operaciones terroristas de bandera falsa hechas por un sector de los militares y de la inteligencias trabajando con miembros del sector privado y de las grandes corporaciones, todos interesados en mantener los estados de guerra que les generan grandes ganancias económicas y políticas localizando estas operaciones terroristas de bandera falsa en el contexto histórico de los angloparlantes como los ocurridos en la "Conspiración de la pólvora" ocurrida en Inglaterra en 1605. Tarpley es un experto en geopolítica y terrorismo internacional, y fue comisionado por el gobierno italiano para la investigación sobre el asesinato de Aldo Moro. A raíz de esto Tarpley luego escribiría un libro titulado Chi ha ucciso Aldo Moro? (¿Quién ha asesinado a Aldo Moro?). Tarpley es políglota, ha dado conferencias en inglés, italiano, alemán, francés y ruso. 

## Educación
Webster Tarpley es economista e historiador, desarrolló un BA en la Universidad de Princeton 1966 en idioma inglés e idioma italiano, graduándose  summa cum laude. Perteneció a la fraternidad Phi Beta Kappa y fue becado por el Programa Fulbright en la Universidad de Turín, Italia. Posee un Master of Arts en humanidades del Skidmore College. Es también periodista, analista político y un erudito en geopolítica e historia contemporánea, temas sobre los cuales da frecuentes disertaciones y ha escrito numerosos libros en varios idiomas. 

## Carrera

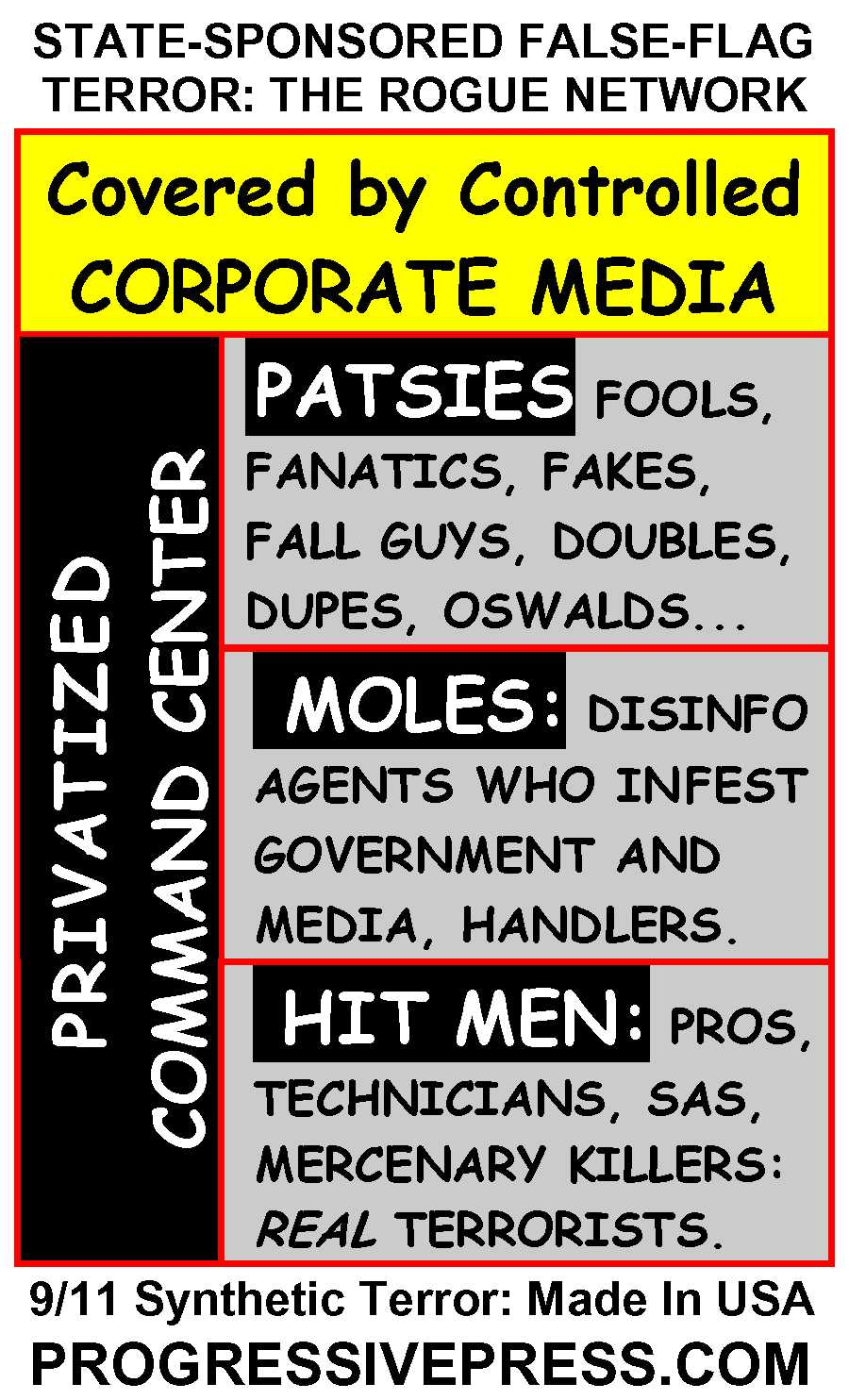
La "red" de la cual Tarpley sospecha por los crímenes cometidos en el 9/11.

Tarpley formó parte del directorio editorial del periódico de la  Comisión Nacional de Comités del Trabajo' , The Campaigner, en 1971, de acuerdo a su directorio. 
Tarpley es miembro del partido Demócrata de Maryland y fue un miembro de alto rango del Partido de los trabajadores de Lyndon LaRouche de los Estados Unidos.

### Asesinato de Aldo Moro
Como periodista viviendo en Europa en los 1980s, Tarpley escribió un estudio comisionado por un comité del Parlamento Italiano acerca del asesinato del primer ministro Aldo Moro.  El estudio tuvo como conclusión que el asesinato fue una operación de bandera falsa  (false flag en idioma inglés )  orquestada por la Logia masónica Propaganda Due con la cooperación de miembros ejecutivos de los servicios secretos italianos culpando a las  Brigadas Rojas.

### Lyndon LaRouche
Tarpley fue el presidente norteamericano del Instituto Schiller en los 1980s y 1990s. En 1986 Tarpley trató de participar en la carrera senatorial de Lyndon LaRouche en las elecciones primarias del Partido Demócrata por el Estado de Nueva York  para el Senado de los Estados Unidos, pero fue dejado fuera de la papeleta de voto. Es huésped frecuente de "The LaRouche Connection", del cual es productor , del  Executive Intelligence Review News Service de LaRouche, descrito como un "programa de televisión de cable de noticias e información".

### Biografía no autorizada de George H. W. Bush
Tarpley ganó notoriedad pública por ser el coautor , junto a Anton Chaitkin, ("Editor de historia de la Executive Intelligence Review" e hijo del abogado que ayudó a condenar a Prescott Bush bajo el  Trading with the Enemy Act por colaborar con la Alemania Nazi ) un libro en 1992 acerca de George H. W. Bush, llamado George Bush: The Unauthorized Biography, el cual fue publicado por la  Executive Intelligence Review, liderada por Lyndon LaRouche. Él propone la  "Tesis Versailles"  culpando de las grandes guerras de siglo XX a intrigas de la oligarquía inglesa (y a su rama norteamericana el Eastern Establishment  para retener su dominancia. Ha ganado mucha experiencia política como operativo del Movimiento LaRouche pero se alejó de él en 1995.

### Atentados del 11 de septiembre de 2001 y Axis for Peace
En el 2005, Tarpley publicó el libro 9/11 Synthetic Terror: Made in USA. Se refiere a él en extensión en la película Oil, Smoke, Mirrors.
Desde marzo de 2006, Tarpley ha tenido un programa semanal de radio llamado World Crisis Radio, transmitido por GCNLive.com. Tarpley es miembro de la "Conferencia mundial anti imperialista" Axis for Peace, de Scholars for 9/11 Truth y de la red alemana Netzwerk fundada en septiembre de 2006. Es caracterizado en la película Zero: an investigation into 9/11 (2007-2008).